# Frauental an der Laßnitz
Frauental an der Laßnitz est une commune autrichienne du district de Deutschlandsberg en Styrie.

## Personnalités liées à la commune
- Robert Fuchs